# Tillitze
|  | Denne artikel er oprettet af botten Steenthbot ud fra en ekstern database. Den kan derfor have sproglige fejl eller mangler. Denne skabelon kan fjernes efter kontrol af indholdet. |

Tillitze er en dansk dokumentarfilm fra 1951 instrueret af Hans Edv. Rasmussen efter eget manuskript.

## Handling
Filmen viser en meget virksom aftenskole i Maribo Amt.